# Municipio de West Franklin
El municipio de West Franklin (en inglés: West Franklin Township) es un municipio ubicado en el condado de Armstrong en el estado estadounidense de Pensilvania. En el año 2000 tenía una población de 1.935 habitantes y una densidad poblacional de 28.4 personas por km².

## Geografía
El municipio de West Franklin se encuentra ubicado en las coordenadas 40°50′48″N 79°39′15″O / 40.84667, -79.65417.

## Demografía
Según la Oficina del Censo en 2000 los ingresos medios por hogar en la localidad eran de $33,616 y los ingresos medios por familia eran $37,042. Los hombres tenían unos ingresos medios de $29,740 frente a los $19,141 para las mujeres. La renta per cápita para la localidad era de $15,423. Alrededor del 11,1% de la población estaban por debajo del umbral de pobreza.